# Antonio Gómez Davó
Antonio Gómez Davó (1890 - 1971) fue un arquitecto valenciano. En 1917 obtiene el título en la Escuela de Arquitectura de Madrid. 
Sus obras serán las más publicadas en las revistas de arquitectura de la época, tanto nacionales como extranjeras. Está considerado el máximo exponente del neobarroco valenciano, a pesar de ello en la década de los treinta realizará edificios de marcada y expresiva modernidad, en Valencia y los núcleos de segunda residencia que surgen en los alrededores. También es importante su trabajo como interiorista y diseñador de mobiliario moderno. 

## Obras
Ciudad de Valencia
| Año del proyecto | Nombre                                                                | Ubicación                                                                                                   | Descripción | Estado | Imagen |
| ---------------- | --------------------------------------------------------------------- | --- | --- | ------ | ------ |
|                  | Sucursal de la Caja de Ahorros                                        | Calle Calabazas                                                                                             | Fachada regionalista pero el proyecto mostraba su modernidad.                                                                                             |        |        |
| 1929             | Edificio Álvarez                                                      | Acceso y fachada en la calle del Mar nº 58 y fachada principal en la plaza de Alfonso el Magnánimo nº 2-acc | |        |        |
| 1932             | Oficina principal de la Caja de Ahorros y Monte de Piedad de Valencia | Calle del Mar esquina con la Glorieta                                                                       | Monumental edificio neobarroco |        |        |
| 1940             | Edificio del Banco de Valencia                                        | Calle del Pintor Sorrolla y calle de Don Juan de Austria                                                    | Una primera versión del proyecto de estilo moderno es de 1934. La versión definitiva en estilo neobarroco valenciano es de 1940 junto con Vicente Traver. |        |        |
| 1935-1940        | Edificio Serratosa                                                    | Calle Moratín                                                                                               | De estilo moderno. |        |        |
| 1940             | Instituto de Protección de Menores San Francisco Javier               | Avenida de Campanar                                                                                         | Hoy derruido y sustituido por los edificios ocupados por la Conselleria de Educación. Solo queda la iglesia, de formas árabes.                            |        |        |
| 1944             | Edificio de la Caja de Ahorros y Monte de Piedad de Valencia          | Plaza Obispo Amigó (Bisbe Amigó)                                                                            | Edificio en colaboración con Luis Costa Serrano y Manuel Peris Vallbona                                                                                   |        |        |
| 1951             | Edificio de la Caja de Ahorros y Monte de Piedad de Valencia          | Plaza del Doctor Landete en el barrio de Ruzafa                                                             | |        |        |
| 1951             | Edificio de la Cigüeña                                                | Paseo de la Alameda 16                                                                                      | Antigua clínica de maternidad y actual Consejería de Bienestar Social                                                                                     |        |        |
| 1931-32          | Interior para la tienda de Vicente Picho                              | | |        |        |

Otros
| Año del proyecto | Nombre                  | Ubicación            | Descripción | Estado   | Imagen |
| ---------------- | ----------------------- | -------------------- | --- | -------- | ------ |
| 1918             | Casa del doctor Navarro | Alfara del Patriarca | Primer edificio construido por Antonio Gómez Davó de estilo neogótico, que imita el vecino Castillo de la Señoría. Actualmente en este edificio se encuentra el ayuntamiento de Alfara del Patriarca. | Correcto |        |
|                  | Grupo escolar           | Chirivella           | de estilo moderno y firmado como miembro del STAI. |          |        |
|                  | Casas unifamiliares     | Rocafort             | también de estilo moderno |          |        |

- en ,
- en ,